# Antheraea mylitta
Antheraea mylitta — бабочка из семейства Павлиноглазки. Ареал включает Китай, всю территорию Индии и Шри-Ланки, Непал.

## Описание

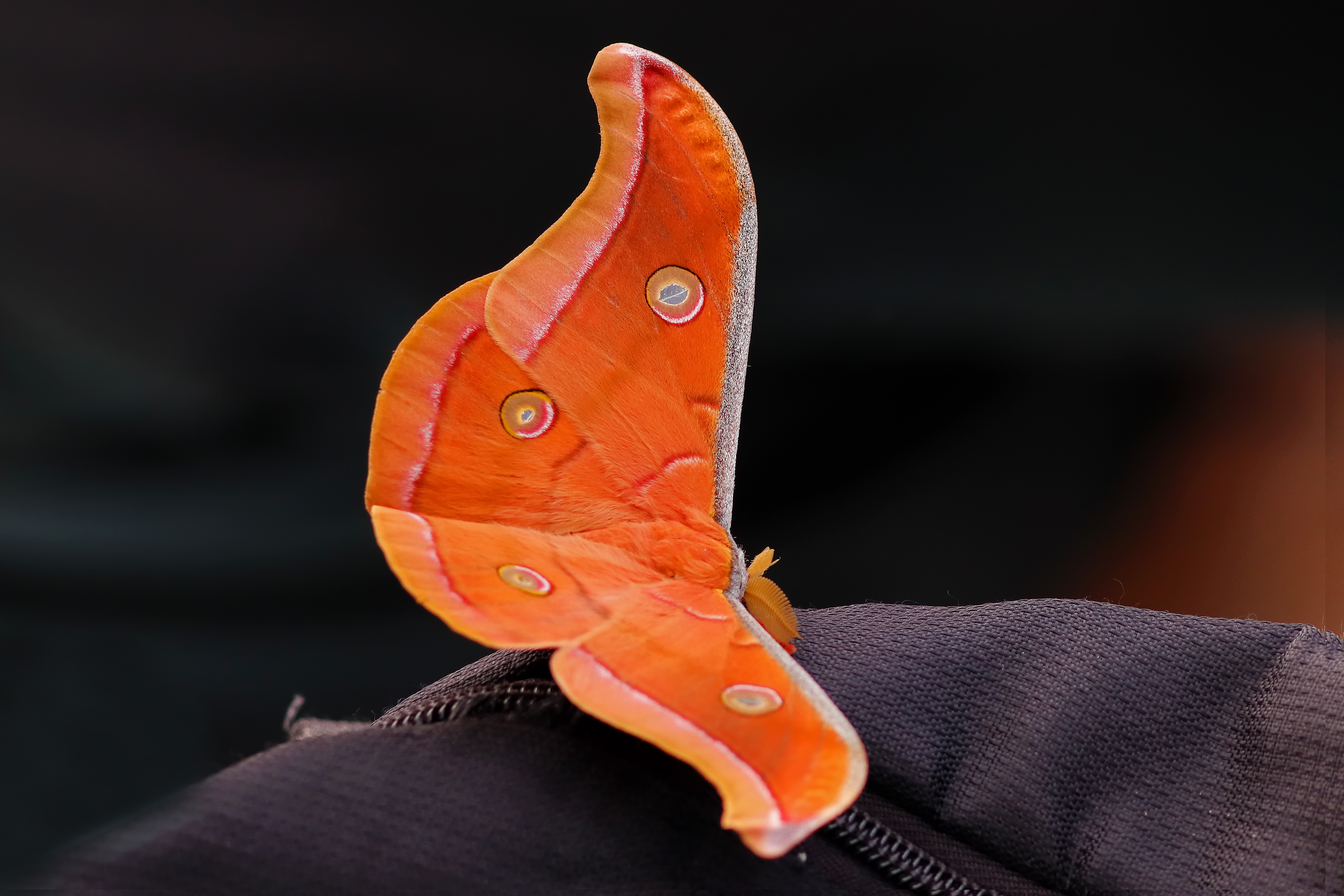

Размах крыльев 140—174 мм. Окраска крыльев вариабельная, они могут быть оранжеватыми или желтовато-серо-коричневыми, затемненными по наружному краю. Тело вальковатое, густо опушенное. Усики двусторонне-перистые. Костальный край передних крыльев слегка вдавлен у основания, круто выгнут перед серповидно приострённой вершины, розовато- или коричневато-серый. На переднем крыле жилка R: тонкая, отходит самостоятельной ветвью. Жилка M2 на общем стебле с R5+M1. Каждое крыло с крупным глазчатым пятном с округлой формы и прозрачным ядром.

## Размножение

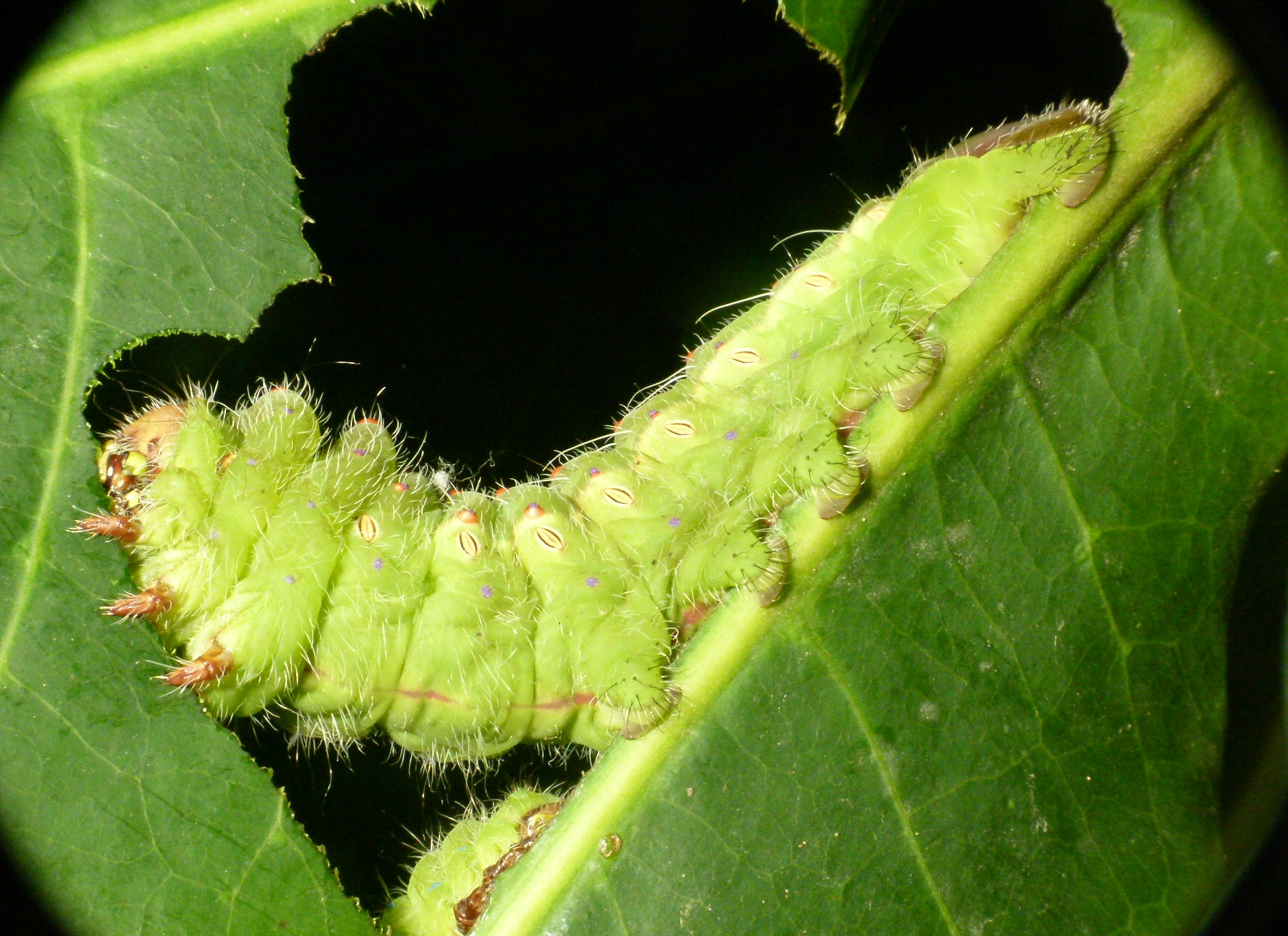
Гусеница

Бабочки дают одно поколение в год. Зелёные гусеницы питаются в основном листьями Terminalia, Ziziphus mauritiana, Anogeissus latifolia, Syzygium cumini, Careya arborea, Hardwickia binata и Shorea robusta.

## Экономическое значение
Используются в шелководстве. Из коконов получают шёлк. Получаемая из кокона нить толстая, высокопрочная, обладает хорошей пышностью.